# シマハイイロギツネ
シマハイイロギツネ（学名: Urocyon littoralis）とは、イヌ科ハイイロギツネ属の哺乳類である。大陸に棲むハイイロギツネ (Urocyon cinereoargenteus) の矮小化した種であると考えられている。

## 分布
カリフォルニア州チャンネル諸島に属する8つの島のうち6つの島（北部：サンミゲル島、サンタローザ島、サンタクルス島、南部：サン・ニコラス島、サンタカタリナ島、サン・クレメンテ島）に生息する。

### 分布の経緯
古い仮説では、シマハイイロギツネはかつて広く分布していた大陸における小型種の残存種ではないかとされていた。しかし大陸で小型種の化石が見つからないことからこの説は否定されている。
もう一つの仮説では、更新世の間に大陸のハイイロギツネが北部の島へやって来てそこで選択圧を受けて小型化したとされ、北部の3島（サンミゲル島、サンタクルス島、サンタローザ島）が一つの大きな島になっており大陸との距離も近かった氷期の間に大陸のハイイロギツネが浮遊するごみに乗って海を渡り偶然到達したなどと考えられてきた。しかし、人間がチャンネル諸島に住み着いていたことが確実とされる最古の年代 (13,000 cal yr BP頃) よりも古い可能性がある3つのシマハイイロギツネの骨についてAMS法によるC14年代測定を行ったところ、最古のものでも完新世にあたる6,400 cal yr BP頃であった。また炭素年代測定とミトコンドリアDNAの調査を合わせた推定では島にたどり着いた年代は9,200-7,100年前とされた。これらの研究は自然に住み着いたのではなく人間（ネイティブ・アメリカン）によって持ち込まれた可能性を示しており、そのどちらなのかははっきりしていない。一方、南部の3島（サン・ニコラス島、サンタカタリナ島、サン・クレメンテ島）については従来よりネイティブ・アメリカンの手によって北部から持ち込まれたと考えられている。

## 分類
シマハイイロギツネは1857年にベアードによってサンミゲル島をタイプ産地とするキツネ属のVulpes littoralisとして記載された。のちにメリアムが分類を改めてハイイロギツネ属のUrocyon littoralisとし、さらに後年U. catalinaeとU. clementaeを別の種、U. littoralis santacruzaeを亜種として記載した。1937年にはさらに分類が見直されて6島それぞれのシマハイイロギツネがU. littoralisの亜種とされ、現在の形態学や遺伝学の研究によってもこの分類が支持されている。
亜種は以下の通り：
- Urocyon littoralis littoralis (Baird, 1858)（サンミゲル島）
- Urocyon littoralis santarosae Grinnell and Linsdale, 1930（サンタローザ島）
- Urocyon littoralis santacruzae Merriam, 1903（サンタクルス島）
- Urocyon littoralis dickeyi Grinnell and Linsdale, 1930（サン・ニコラス島）
- Urocyon littoralis catalinae Merriam, 1903（サンタカタリナ島）
- Urocyon littoralis clementae Merriam, 1903（サン・クレメンテ島）

## 形態

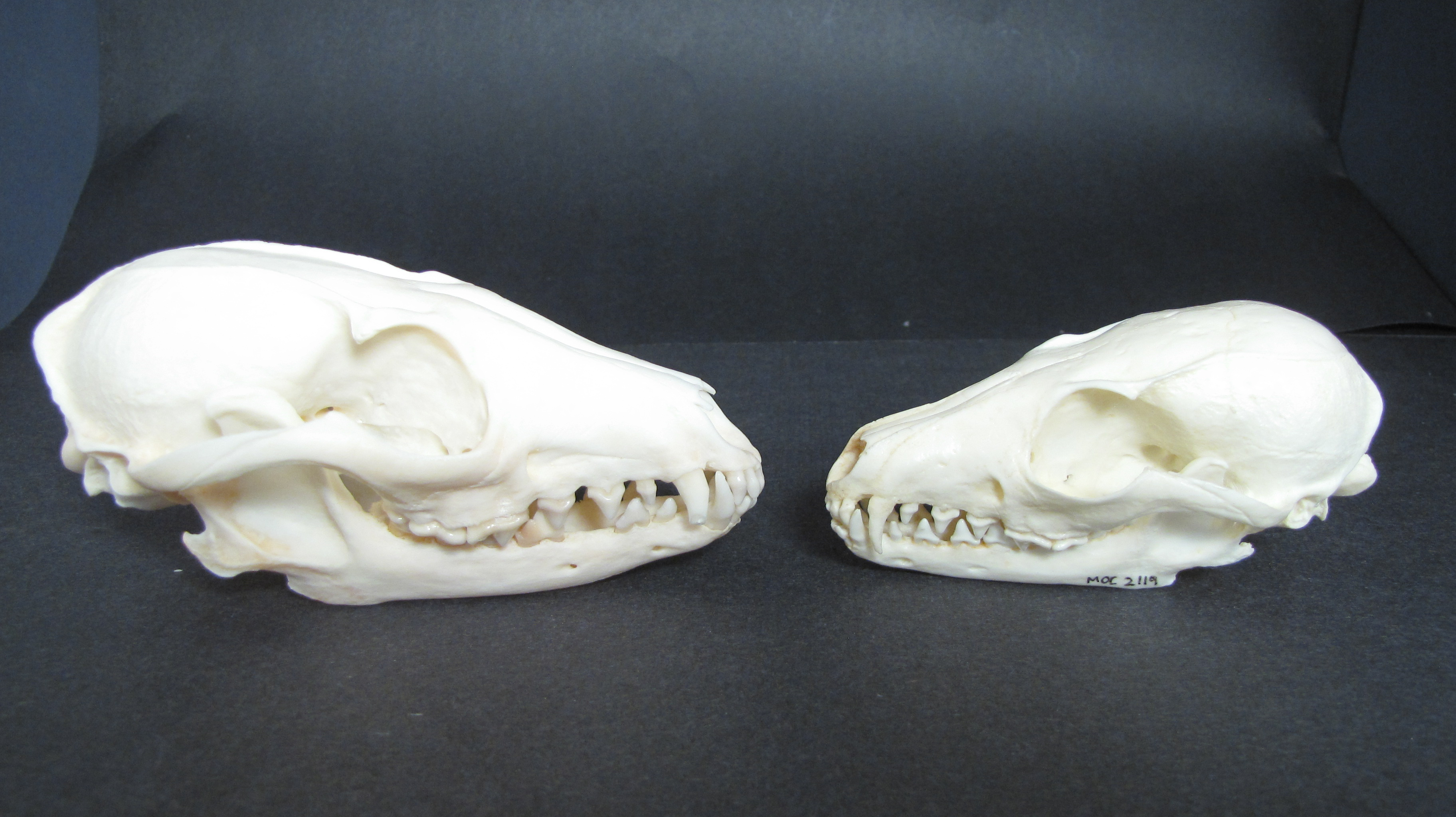
ハイイロギツネ（左）とシマハイイロギツネ（右）の頭蓋骨

頭胴長（体長）は50cm台前後、体重は2kg前後で、大きさはチワワに近い。ハイイロギツネより小さく、北アメリカのイヌ科の動物としても最小である。尾もハイイロギツネと比べて椎骨の数が少なく際立って短くなっている。他種との競争や捕食されることが少ない、大きな獲物があまりいないなどの島の環境が要因となって小型化したと考えられる。体の大きさには性的二形が見られ、オスの方がメスよりも大きく重い。また亜種別では平均的にはサンタカタリナ島の亜種が最も大きくサンタクルス島の亜種が最も小さい。
色合いはハイイロギツネと似ているが全体的に暗い。頭部と胴体の大部分は灰色。鼻口部の両側面のヒゲの近くと上下唇の周りは黒い。鼻先の両側には白い部分が少しある。鼻口部から頬にかけての顔の下半分は白く喉元につながっている。首の側面には白い喉元を縁取るように赤茶色の領域がある。耳の付け根や四肢も赤茶色。腹部は白と赤茶色。尻尾は大部分が灰色で背中側には黒い筋があり先端も黒い。尻尾の下側は赤茶色。サン・クレメンテ島とサン・ニコラス島では灰色と黒色の部分がそれぞれ薄い茶色と濃い茶色となる毛色の個体が見られるが、そのはっきりした理由はわかっていない。体毛の密度は生え替わりによって夏と冬とで変化する。

## 生態

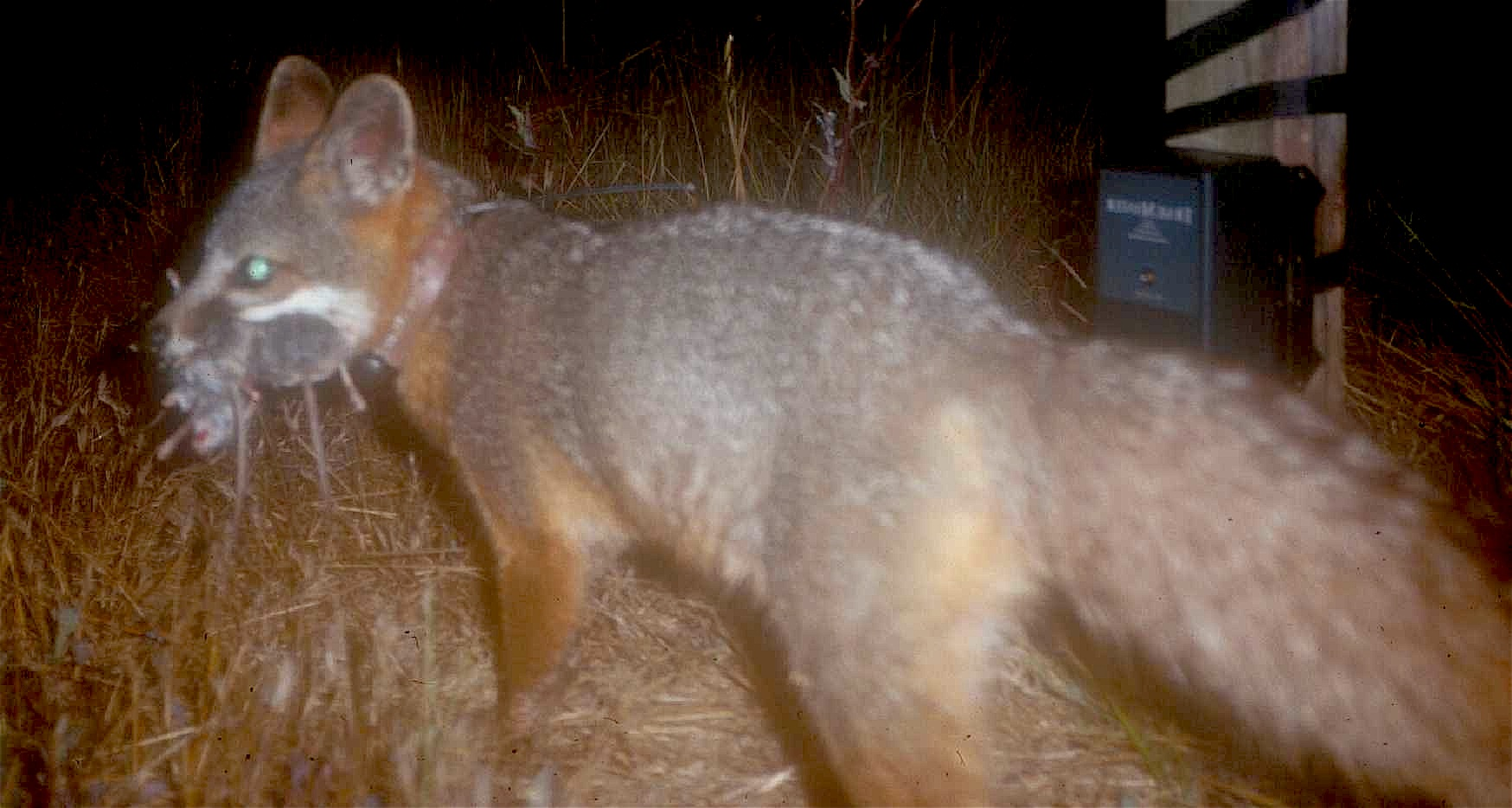
ネズミをくわえたシマハイイロギツネ

主に夜に活動するが、ハイイロギツネと比べると昼間も活動的である。季節による気温の変化によって行動パターンも異なり、夏は日中の活動はほとんどなく、逆に冬は夜間の活動がほとんどない。
多様な環境で生息できるとされ島内にあるあらゆる種類の環境で見られるが、特に固定砂丘や、地形や植生に多様性のある森林のような場所を好む。丈の長い外来種の一年草が密生する草原は（餌となる昆虫は豊富にいるものの）あまり利用されず、餌探しはより開けた場所で行われる。雑食性で、生息場所や季節によって異なるが、齧歯類、鳥と卵、トカゲ、昆虫、カタツムリ、死肉、果実といった様々なものを食べる。特にシカネズミ (deer mouse, Peromyscus maniculatus) は運びやすくタンパク質も豊富なため繁殖期に子供に与える食糧として重要だと考えられている。木登りが得意で木の上の果実をとったり鳥の巣をあさったりもする。行動圏は生息地の種類、キツネの密度、季節、性など様々な要因によって異なり、平均的として報告されている広さには0.16km²から3.39km²まである。糞や尿を使って匂いによる縄張りのマーキングを行い、積み重ねた糞が道端などで見られる。
競争関係にある種としてはサンタクルス島とサンタローザ島におけるマダラスカンク (Island spotted skunk, Spilogale gracilis amphiala) やサンタカタリナ島とサン・クレメンテ島における野猫がいる。サン・ニコラス島にもかつて野猫がいたが2011年に駆除が行われた。
平均寿命は4-6年とされていたが、IDマイクロチップを用いた調査では島によって異なるものの野生下で約8-12年生きることが確認されている。

### 繁殖
繁殖は一年に一度。社会的には一夫一妻でペアは一生続く傾向があるが、婚外受精による出産も見られる。出産は巣で行われる。巣としては小枝の山、小さな洞穴、岩の裂け目、人工物、丸太の山、空洞のある木の枝、大木の切り株、低木の茂みの下などの場所が使われることが知られている。巣は多くの場合自分では掘らないが、適した場所が見つからない場合は簡単なトンネルを掘る。妊娠期間は推定50-53日で、出産は4月中。一度に産む子の数はたいてい1-3匹だが5匹産むこともある。最初の数週間は母親が子供に付き添い、父親が食糧を調達する。6月には乳離れが完了して親とともに食糧を探しに行くようになり、その時期に巣は放棄される。子供は夏の間は両親とともに過ごして狩りや食糧の見つけ方を教わり、9月までに独立する。独立した子供は生まれ育った縄張りを冬までに離れることもあれば翌年までとどまることもある。
幼いシマハイイロギツネはアカオノスリに捕食されることがある。これは後述のイヌワシを除いてシマハイイロギツネを捕食することが確認されている唯一の鳥類である。

## 人間との関わり
従順で人間をほとんど恐れない。
チャンネル諸島における初期のネイティブ・アメリカン社会ではシマハイイロギツネは宗教的役割を持っていた。毛皮で矢筒、外套、毛布、踊りに用いる頭飾りが作られたり、ペットや半家畜とされたりした。北部の島々と南部の島々との交易が盛んになると北部から南部へと運ばれ、現在の分布へとつながった。
交通量の多い南部の3島では自動車との衝突事故が毎年数多く発生しており大きな死亡原因となっている。北部の島々では交通量が少なく自動車との衝突はそれほど多くはない。

## 保全状況
北側の3島（サンミゲル島、サンタクルス島、サンタローザ島）では1990年代にイヌワシが繁殖するようになった。シマハイイロギツネは島内の頂点捕食者であったために新たな捕食者から身を守るすべを持たず、イヌワシによる捕食が主要因となって個体数が各島で壊滅的に減少した。これらの3島では個体数回復のために各島ごとにシマハイイロギツネの飼育と繁殖が順次開始された。この当時残っていた個体数はサンミゲル島で15匹、サンタローザ島で15匹、サンタクルス島でおよそ55匹であり、サンミゲル島では1999年にメス1匹を除く14匹が、サンタローザ島では2000年と翌年に全15匹が飼育下に移された（サンミゲル島における残りの1匹ものちに飼育下に入れられ野生の個体はいなくなった）。飼育下で個体数は急速に増加し、2003年から順次野生に返され始め2008年には全ての個体の解放が完了した。このころには野生下でも飼育下を上回る速度で個体数が増加するようになっていた。同時にイヌワシを減らす取り組みも行われ、1999年からはイヌワシを捕獲しカリフォルニア北東部へ放つ取り組みも行われた。さらに生態系レベルのより大きな行動として、ハクトウワシの再導入とサンタクルス島における野生化したブタおよびサンタローザ島におけるミュールジカやアメリカアカシカの駆除が行われた。ハクトウワシはかつてはチャンネル諸島で繁殖しており主に魚や海鳥を捕食したが、1960年代までに島から姿を消していた。ハクトウワシが繁殖しているとイヌワシの巣作りを抑えられると考えられている。また在来種でないブタ、ミュールジカ、アメリカアカシカの存在はそれらを餌とするイヌワシの個体数増加を促し、間接的にシマハイイロギツネの減少につながる。

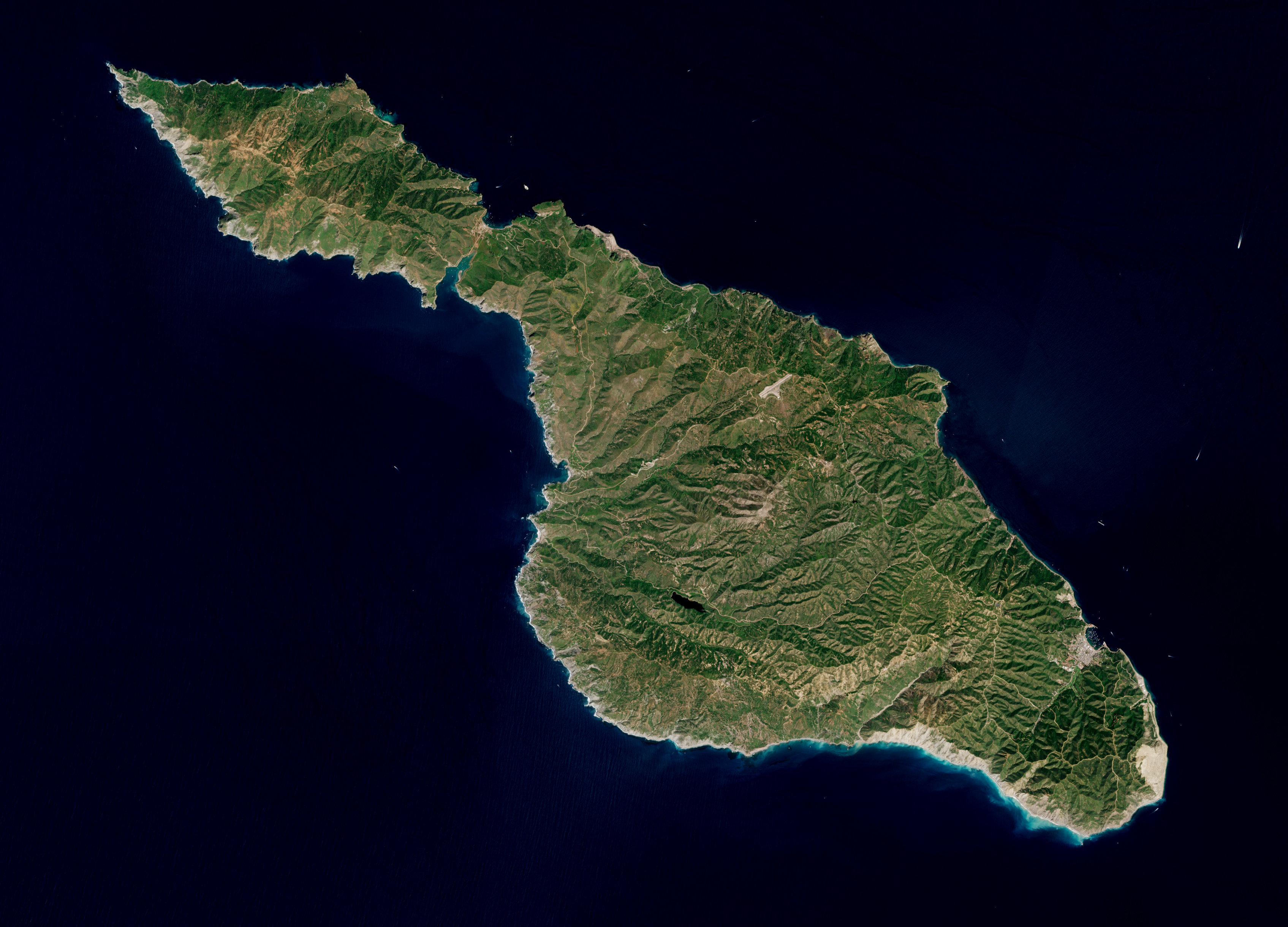
サンタカタリナ島

サンタカタリナ島ではほぼ同時期の1999年から翌年にかけて、本土からの船に隠れて侵入したアライグマが持ち込んだと思われる犬ジステンパーが原因で、島全体の87%の面積を占める東部において個体数がおよそ95%減少した。こちらでは2001年に西部から12のつがいが飼育下に入り、2004年までに全ての個体が野生に返された。犬ジステンパーウイルスのワクチン接種も各島で飼育下の全個体と野生の一定数の個体を対象に行われた。ワクチンは毎年接種し続ける必要がある。島西部の個体を東部へ移す取り組みもあって、野生の個体数は急速に増加した。
サン・クレメンテ島ではかつてアメリカオオモズ (San Clemente loggerhead shrike, Lanius ludovicianus mearnsi) を保護する目的でシマハイイロギツネによる捕食をコントロールする取り組みがあり、一時は安楽死も行われた。その後も毎年モズの繁殖の時期にシマハイイロギツネを飼育下に移す活動が続けられたが、これがシマハイイロギツネの繁殖活動や社会システムに重大な影響を及ぼし、同島におけるシマハイイロギツネの減少の原因になったと考えられる。この取り組みはすでに中止されている。
2004年には個体数減少を理由にサンミゲル島、サンタクルス島、サンタローザ島、サンタカタリナ島の亜種が米国の絶滅の危機に瀕する種の保存に関する法律のもと合衆国魚類野生生物局によって絶滅危惧種 (Endangered) に指定された（サン・ニコラス島とサン・クレメンテ島の亜種については請願を受けなかったため指定されなかった）。2016年には個体数増加を受けて北部3島の亜種は絶滅危惧種のリストから外され、サンタカタリナ島の亜種もステータスがThreatenedに下げられた。IUCNのレッドリストにおいても2008年の評価ではCritically Endangeredとされていたが2013年の評価では絶滅危惧種から外れNear Threatenedに変更されている。 